# Фрегаты типа 21

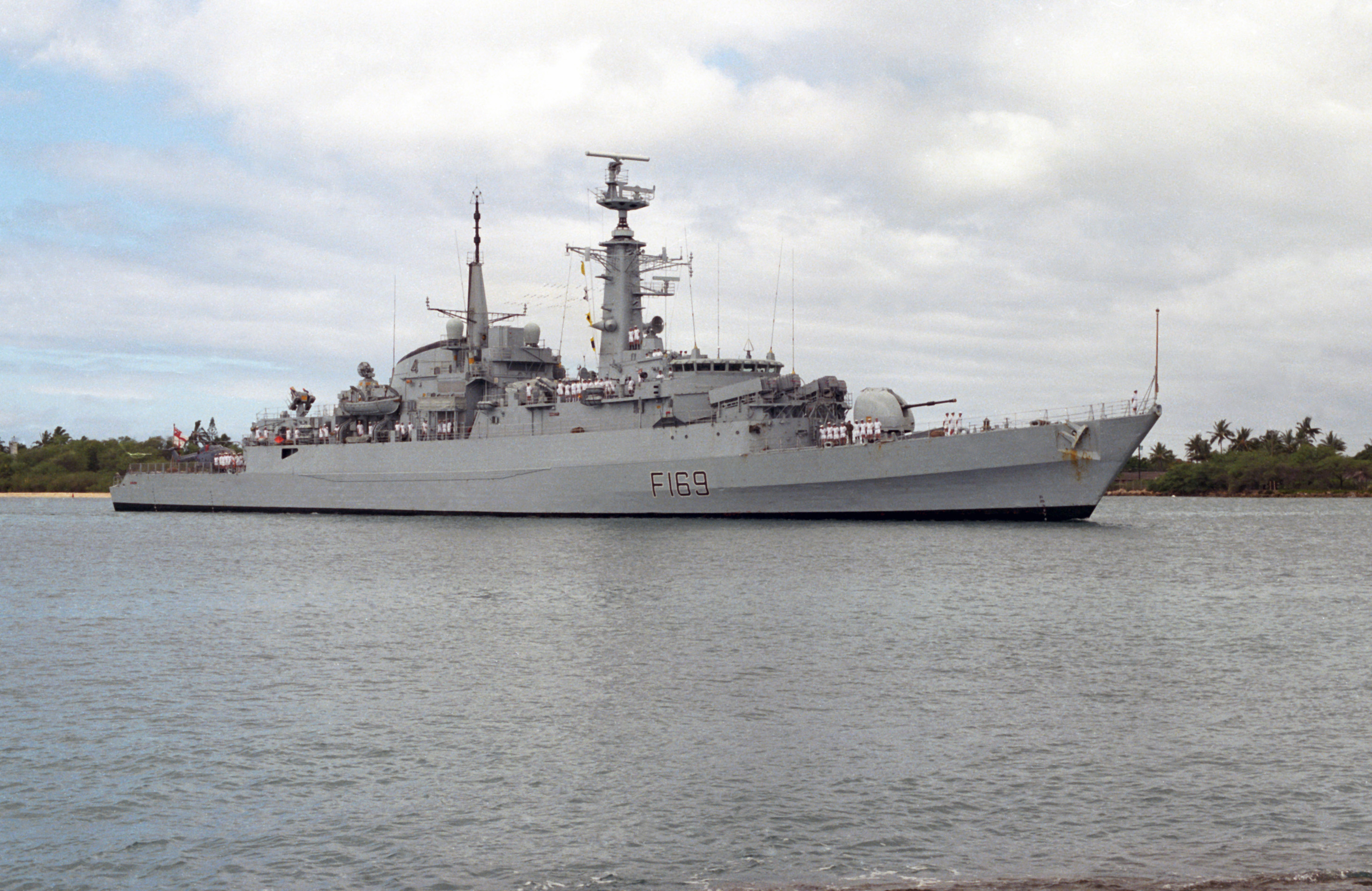
HMS Amazon во время учений RIMPAC 86

Тип 21 «Амазон» — фрегаты британского Королевского флота, разработанные в конце 1960-х годов, построенные в 1970-х годах и находившиеся в составе флота на протяжении 1980-х в 1990-х годов.

## Проектирование
В середине 1960-х годов, в английском флоте возникла необходимость замены дизельных фрегатов типа  Leopard и Salisbury. В то время корабли Королевского флота традиционно проектировались Департаментом кораблестроения Министерства обороны в Бате, но частные верфи (в частности Vosper Thornycroft) боролись за право проектировать и строить военные корабли. Vospers утверждал, что, отказавшись от традиционной практики конструирования, которой следовали проектировщики в Бате, они смогут построить новый фрегат по значительно более низкой цене (£3,5 млн по сравнению с £5 млн, стоимостью современного фрегата типа «Линдер»), в то же время привлекательным для экспортных заказчиков.
Под давлением политического руководства и казначейства фирма получила заказ на постройку относительно дешевого, но современного эскортного корабля общего назначения, который будет привлекателен для правительства и военных Южной Америки и Австралии — традиционных экспортных рынков британских верфей. Также предполагалось, что корабль выступит в роли канонерки, чтобы сохранить присутствие Великобритании в таких районах, как Карибское море и Персидский залив, заменив в этой роли дизельные корабли типов 41 и 61 и тип 81, построенный по схеме [[COSAG]], обладая при этом меньшим экипажем. Руководство Королевского флота на одобряла эту идею, оно предпочитало продолжать постройку паротурбинных кораблей, подобных «Линдеру», который проявил себя как особенно удачный малошумный противолодочный корабль, но, по мнению правительства, был устаревшим, а по мнению казначейства и экспортно-ориентированных верфей — слишком дорогим для рынка. Продвижение фирмой Vosper собственных экспортных проектов (Mk 5 для Ирана и Mk 7 для Ливии) усиливало давление на Адмиралтейство. Фирма предлагала дешёвый экспортный фрегат с дальностью плавания 6000 морских миль, максимальной скоростью 37 узлов, с 114-мм артиллерийской установкой  Mark 8, оборудованием для базирования вертолёта Westland Wasp, противокорабельными ракетами и двумя лёгкими пусковыми установками для ЗУР Seacat. Когда в 1968 году было завершёно проектирование ливийских фрегатов  Dat Assawari, коллегия Адмиралтейства сочла его характеристики неподходящими для английского флота и предложила верфи спроектировать дешёвый противолодочный корабль и корабль общего назначения для Королевского флота, увеличенной длины и полностью газотурбинный, в отличие от Mk 5 и Mk 7, построенных по схеме CODAG. В действительности, это была гораздо более сложная задача, так как на корабле для английского флота планировалось установить автоматизированную боевую информационную систему CAAIS, при этом отсутствовали тяжёлые дизели и бойлеры, способные компенсировать находящийся выше ватерлинии большой вес компьютерного оборудования. Установка газовых турбин Tyne для экономического хода вместо дизелей, использованных в иранских и ливийских фрегатах, означала большой расход топлива и высокую стоимость, которые был огромной проблемой для Королевского флота в начале 1980-х, когда строгость раннего Тэтчеризма урезала снабжение Королевского флота топливом и заставила большую часть фрегатов в 1980-81 годах чаще стоять у причалов, чем выходить в море и, несмотря на меньший экипаж, эксплуатационные расходы фрегатов  типа 21 оказались на 10% выше, чем у фрегатов типа «Линдер». Тем не менее, тип 21 дал верфям необходимый опыт постройки газотурбинных кораблей и обеспечил их заказами до середины-конца 1970-х годов, когда начался выпуск эсминцев типа 42 и фрегатов типа 22. Так как конструкторское бюро Адмиралтейства было занято типами 42 и 22, проект типа 21 был передан частным верфям Vosper Thornycroft and Yarrow. Сходство линий корпуса с очертаниями яхты безошибочно говорит о том, что корабль был спроектирован коммерческой компанией. Благодаря привлекательному внешнему виду в сочетании с впечатляющей управляемостью и ускорением, тип получил прозвище «Порше».
Планировалось сразу разработать совместный проект, который  удовлетворил бы и необходимость Королевского Военно-Морского Флота в недорогом патрульном фрегате, и необходимость Австралии в эскортном корабле общего назначения. Дискуссии на эту тему начались в 1967 году. Австралия планировала построить серию из пяти кораблей на австралийских верфях и собиралась участвовать в финансировании проектных работ по данному предложению. Требования обоих флотов значительно отличались, с Австралия требовала скорость 35 узлов (англичане требовали 32 узла) и американского вооружения (в том числе ЗРК «Си Спарроу» и 127-мм пушку Mk 45), поэтому в ноябре 1968 года Австралия вышла из проекта, позже уточнив свои требования в документе «Australian light destroyer project».
Контракт на детальное проектирование нового фрегата для удовлетворения требований Королевского военно-морского флота и постройку головного корабля был размещен в марте 1969 года. К этому времени цена уже достигла £7,3 млн, больше, чем у фрегатов «Линдер».
Одновременно продолжались попытки продавать фрегаты на основе типа 21 экспортным заказчикам, в том числе в Аргентине. Ширококорпусная модификация с установками вертикального пуска ЗУР «Сивулф» была предложена Пакистану в 1985 году.
Первый из восьми кораблей серии,  Amazon, был принят в состав флота в мае 1974 года.

## Дизайн
Корабли этого типа стали первыми за многие годы кораблями Королевского военно-морского флота, разработанными частной компанией. Они были также первыми полностью газотурбинными кораблями английского флота. Корабли были оснащены по схеме COGOG двумя двигателями Rolls-Royce Olympus для максимальной скорости и двумя двигателями Rolls-Royce Tyne для экономического хода. Для уменьшения веса над ватерлинией в надстройках широко использовались лёгкие сплавы. Позже возникли проблемы с пожароопасностью таких материалов (особенно после крупного пожара на «Амазоне» в 1977 году, во время которого были повреждены алюминиевые лестницы, не позволив пожарной команде приблизиться к очагу возгорания), и ее способностью противостоять взрывам. В кораблях последующих типов вернулись к использованию стали.
На момент постройки корабли типа 21 были вооружены 114-мм орудием Mark 8 в носовой части, и четырёхконтейнерной пусковой установкой зенитных ракет «Сикэт» на корме. Для экономии веса обоими системами управлял итальянский лёгкий радар Selenia Orion-10X. Использовался также радар обзора воздуха/поверхности типа 992Q, однако обзорной РЛС большой дальности не предусматривалось. Ангар и полетная палуба были рассчитаны на один вертолет, в первую очередь Westland Wasp. Система CAAIS обеспечивала интеграцию корабельного вооружения и сенсорных систем и обеспечивала экипаж всей необходимой информацией.
С точки зрения автоматизации, системной интеграции и обитаемости они превосходили многие корабли, которые они заменили, такие как фрегаты типов 81 и Rothesay — базовая конструкция последнего была разработана в 1940-х годах.

### Модификации
Когда корабли этого типа поступили на вооружение, они подверглись критике как сильно недовооруженные по отношению к их размерам и стоимости. Была выдвинута программа увеличения их огневой мощи путем установки четырех французских противокорабельных ракет MM38 «Экзосет». Они были установлены перед мостиком в кормовой части полубака, оттеснив пусковые установки пассивных помех  Corvus в сторону миделя. Модернизации сразу же подверглись все корабли серии, кроме Antelope и Ambuscade; последние были оснащены «Экзосетами» в 1984-85 годах. «Экзосеты» были расположены двумя парами и развёрнуты относительно оси корабля, чтобы реактивная струя при пуске не повреждала надстройки. Это отличалось от более поздних фрегатов типа 22, где пусковые установки размещались поперёк корпуса.
Тем не менее, к концу 1970-х годов стало ясно, что тип 21 имеет недостаточный запас по водоизмещению и объёму, для последующей масштабной модернизации, которой подверглись корабли типа «Линдер» с заменой зенитной системы Seacat на ЗРК «Сивулф», чтобы противостоять советским противокорабельным ракетам, и установкой буксируемой ГАС типа 2031. Пять предложений по модернизации типа 21 были рассмотрены Королевским Военно-Морским флотом и отклонены 1979 году, когда было решено не модернизировать
Специализированный вертолёт-торедоносец Westland Wasp был заменен многоцелевым Westland Lynx, когда последний стал доступен. По мере прохождения текущих ремонтов корабли оснащались трёхтрубными торпедными аппаратами STWS-1, способных стрелять американскими/НАТОвскими противолодочными торпедами Mark 44 или Mark 46. После Фолклендской войны на некоторых кораблях были установлены по две 20-мм пушки «Эрликон», по одной с каждой стороны ангара, чтобы обеспечить дополнительную защиту от воздушных целей.

### Анализ
Корабли типа 21 много критиковались за неудачные действия во время Фолклендского конфликта. На кораблях часто возникали трещины в палубе мз-за разного температурного расширения стали и алюминия. Это было особенно опасно в тяжелых погодных условиях, с которыми корабли сталкивались в Южной Атлантике. В конце концов по бокам корпуса были установлены стальные усиливающие пластины. Построенные исходя из требований бюджета, со слабым ПВО, они проявили себя в военных действиях, для которых они не были предназначены. Как артиллерийская платформа для стрельбы по наземным целям они показали себя прекрасно, сковав любые возможности контратаки аргентинской армии во время высадки морской пехоты и армии в Сан-Карлосе, но они остались  кораблями мелководья, разработанными для экспортного рынка фирмы  Vospers, где таким странам как Ливия и Иран требовалась огневая мощь, чтобы заменить США/Великобританию в качестве силы поддержания стабильности в рамках стратегии Киссинджера/Хили. Во многом иранская классификация кораблей этого типа как малых эсминцев является более точной, чем фрегат. Фолкленды показали их бесполезность для ПВО соединения: 114-мм орудие Mk 8 имело большую мёртвую зону а GWS24 Seacat оказался слишком сложным для перехвата простых ракет. Как противолодочные корабли они оказались слишком шумными и легко засекались и классифицировались аргентинской лодкой «Сан-Луис». Их скоростные качества мешали проведению бесшумных противолодочных операций. Они также оказались совершенно непригодными для Королевского Военно-Морского Флота 1980-х годов в роли второй линии ядерного сдерживания, противолодочных сил в Северной Атлантике и Арктике. Окончательно их судьбу решило отсутствие запаса по водоизмещению для установки буксируемой ГАС типа 2031.
Тип 21 также критиковался за перенасыщенность персоналом — при длине 117 м он имел экипаж 177 человек по сравнению с 185 членами экипажа современного фрегата типа 23 длиной 133 м. Это было важно в то время, когда Королевский флот столкнулся с кадровой нехваткой. Обитаемость для офицеров была лучше, чем в среднем по флоту, командный состав имел отдельные каюты, в отличие от старшин эсминцев типа 42, которые спали в двухъярусных каютах. Матросы жили в четырёхместных каютах, что тоже было гораздо лучше, чем на эсминцах типа 42. Это объяснялось экспортной ориентацией проекта, рассчитанного для привлечения иностранных заказов. Тип 21 был удлинённой версией фрегата Mk 7, построенного для Ливии, и за исключением БИУС CAAIS отличался невысоким уровнем сложности электронного оборудования. Несмотря на высокую степень автоматизации и новые 114-мм пушки Mk 8, его оборудование было проще, чем у «Линдеров» или эсминцев  типа 42, отсутствовали радары большой дальности типа 965, установленные на большинстве британских кораблей, противолодочные бомбомёты «Лимбо» с сопутствующей ГАС. Это неизбежно означает значительно меньший экипаж, чем у «Линдеров» и низкий потенциал модернизации (в силу своего небольшого размера) и близость к предельному весу над ватерлинией. Решение по модернизации было принято в 1979 году еще до потерь в Фолклендской войне. Было добавлено несколько сотен тонн балласта, из-за чего фрегаты не могли достигать запланированной скорости 35 узлов на больших расстояниях, однако они всё ещё могли кратковременно развивать 37 узлов, а два корабля показывали скорость более 40 узлов. Эти корабли положительно оценивались их экипажами, были весьма маневренными и надежными для флота, который страдал от недостатка современных эскортных кораблей.

## Служба
Исключая Amazon, все корабли этого типа принимали участие в Фолклендской войне 1982 года в качестве 4-й эскадры фрегатов. Они принимали активное участие в боевых действиях, выполняя береговые бомбардировки и обеспечивая противолодочную и противовоздушную оборону оперативной группы.10 мая HMS Alacrity и Arrow провели ночную разведку в Фолклендском проливе в поисках минные полей, которые могли бы воспрепятствовать десантной операции. Alacrity перехватил и потопил  в проливе аргентинское военное судно снабжения. На выходе из пролива на рассвете они были атакованы подводной лодкой «Сан-Луис», которая выпустила две торпеды, одна из которых попала в буксируемую ловушку Arrow, а вторая рикошетировала от ее корпуса, не разорвавшись. Два корабля погибли: в Ardent 21 мая попали бомбы, сброшенные с аргентинских самолетов и он погиб в результате пожара; Antelope был  23 мая поражен двумя неразорвавшимися бомбами, одна из которых взорвалась 24 мая при попытке её обезвредить, в результате чего корабль загорелся, и когда огонь добрался до ракетных погребов, разломился пополам от сильного взрыва.

### Продажа в Пакистан
Шесть уцелевших фрегатов  в 1993–1994 годах были проданы в Пакистан. В пакистанском Военно-Морского Флоте тип был переименован в Tariq, по первому приобретённому кораблю, бывшему Ambuscade. Все шесть кораблей по состоянию на 2011 год остаются на вооружении. Пусковые установки Seacat и «Экзосет» демонтированы. На трёх кораблях установлены американские  ракеты «Гарпун», остальные три были оснащены китайскими 6-контейнерными системами ПВО LY-60N «Hunting Eagle».

## Состав серии
«27 февраля 1968 года был заключен контракт с Vosper Thornycroft на разработку патрульного фрегата в сотрудничестве с Yarrow Ltd.» Он  «предгазначен для замены фрегатор типов Leopard и Salisbury. Первоначальная стоимость составляла £3,5 млн, реальная стоимость Amazon £16,8 млн."
| Тактический номер | Имя       | Верфь                          | Заказан          | Заложен           | Спущен            | Передан    | В строю         | Стоимость | Судьба |
| ----------------- | --------- | ------------------------------ | ---------------- | ----------------- | ----------------- | ---------- | --------------- | --------- | --- |
| F169              | Amazon    | Vosper Thornycroft, Woolston   | 26.03.1969       | 06.11.1969        | 26.04.1971        | 19.07.1974 | 11.05.1974      | £16.8M    | В Пакистане как Babur                                                                                                   |
| F170              | Antelope  | Vosper Thornycroft             | 11.05.1970       | 23.03.1971        | 16.03.1972        | 30.06.1975 | 16.07.1975      | £14.4M    | 23.05.1982 атакован у Сан-Карлоса аргентинским самолётом A-4 Skyhawk, на следующий день затонул                         |
| F172              | Ambuscade | Yarrow Shipbuilders, Scotstoun | 11 November 1971 | 01.09.1971        | 18.01.1973        | 23.08.1975 | 05.09.1975      | £16.5M    | В Пакистане как Tariq                                                                                                   |
| F173              | Arrow     | YSL                            | 11 November 1971 | 28 September 1972 | 05.02.1974        | 16.05.1975 | 29.07.1976      | £20.2M    | В Пакистане как Khaibar                                                                                                 |
| F171              | Active    | Vosper Thornycroft             | 11.05.1970       | 21.07.1971        | 23.11.1972        | 02.06.1977 | 17.06.1977      | £24.1M    | В Пакистане как Shah Jahan                                                                                              |
| F174              | Alacrity  | YSL                            | 11.11.1971       | 05.03.1973        | 18 September 1974 | 02.04.1977 | 02.07.1977      | £23.8M    | В Пакистане как Badr. Выведен их состава флота                                                                          |
| F184              | Ardent    | YSL                            | 11 November 1971 | 26 February 1974  | 9.05.1975         | 10.09.1977 | 14 October 1977 | £26.3M    | 21.05.1982 атакован у Сан-Карлоса аргентинским самолётом A-4 Skyhawk, на следующий день затонул в заливе Грэнтхэм-Саунд |
| F185              | Avenger   | YSL                            | 11.11.1971       | 30.10.1974        | 20.11.1975        | 15.04.1978 | 15.04.1978      | £27.7M    | В Пакистане как Tippu Sultan                                                                                            |

## Эксплуатационные расходы
| Дата      | Эксплуатационные расходы | Что входит | Цитата |
| --------- | ------------------------ | --- | ------ |
| 1981-1982 | £6,5 млн.                | Среднегодовые эксплуатационные расходы в ценах 1981-82 года, включая связанные авиационные затраты, но без учета затрат на капитальный ремонт                                                                                                | [ 26 ] |
| 1985-1986 | £7 млн.                  | Средняя стоимость годичной эксплуатации технического обслуживания | [ 27 ] |
| 1987-1988 | £3,8 млн.                | Среднегодовые операционные расходы в ценах 1987-88 годов. Включают расходы на персонал, топливо, запчасти и т. д., и административные расходы, но исключают новое строительство, капитальное оборудование и затраты на ремонт и модернизацию | [ 28 ] |

## Клуб «тип 21» (Ассоциация ветеранов фрегатов типа «Амазон»)
Клуб был образован после продажи кораблей пакистанскому флоту. К тому времени существовали ассоциации бывших членов экипажа фрегатов Ardent, Antelope, Alacrity и Ambuscade. В 2010 году было решено создать общую ассоциацию. Клуб был создан на встрече Королевского Британского легиона в Плимуте в октябре 2010 года. Встречи клуба происходят ежегодно во вторые выходные октября.
Ассоциация открыта для всех бывших членов экипажа, членов семей, участников постройки и проектирования, а также членов экипажей соответствующих пакистанских кораблей.